# Ettore Messina
Pour les articles homonymes, voir Messina.
Ettore Messina, né le 30 septembre 1959 à Catane, est un entraîneur italien de basket-ball. Avec deux titres de meilleur entraîneur d'Euroligue et l'élection, en 2008, dans la liste des cinquante plus grand contributeurs de l'Euroligue - il figure parmi les dix entraîneurs sélectionnés - , il est considéré comme l'un des meilleurs entraîneurs européens. Il est également l'un des entraîneurs les plus titrés avec quatre victoires en Euroligue, seulement devancé par le Serbe Željko Obradović.

## Biographie

### Virtus
Il fait ses premiers pas dans la carrière d'entraîneur avec des équipes de jeunes, d'abord chez le Reyer Maschile Venezia puis avec le club de la ville de Mestre. Il rejoint ensuite le club d'Udine où il est nommé assistant de Massimo Mangano en 1983. L'année suivante, il rejoint le club de la Virtus Bologne où il officie en tant qu'assistant auprès des entraîneurs qui se succèdent à la tête de l'équipe première, dont Sandro Gamba. Il cumule également avec la fonction d'entraîneur des équipes de jeunes, remportant ainsi le titre d'entraîneur de l'année dans cette catégorie en 1984, 1985 et 1986.
En 1989, il se voit confier l'équipe première de la Virtus. Pour sa première saison sous sa direction, l'équipe présente un bilan de 19 victoires sur 30 rencontres en phase régulière, puis s'incline en deuxième tour de play-off face à Caserte sur le score de deux à un. Il remporte un premier trophée avec la victoire lors du Final Four de la coupe d'Italie face à la Virtus Roma. Les deux années suivantes, l’équipe dispute les demi-finales du championnat, s'inclinant de nouveau face à Caserte puis Pesaro. Lors de la première de ces deux saisons, Messina remporte son premier trophée européen avec la Coupe des vainqueurs de coupe 1990. Pour sa quatrième saison à la tête de Bologne, Messina recrute Predrag Danilović. Son équipe termine en tête de la phase régulière avec 24 victoires pour 6 défaites. Lors des play-offs, elle élimine en deux manches Pstoia puis Cantù, toujours en deux matchs. L'équipe de Bologne termine ces play-offs invaincue en s'imposant trois à zéro face à Trévise. Toutefois, Trévise remporte la coupe d'Italie en battant la Virtus par 75 à 73.

### Équipe d'Italie
Messina prend ensuite la direction de la sélection italienne, succédant à Gamba. Il figurait dans l'encadrement technique de la squadra azzurra depuis 1991 en occupant un poste de scout. Pour ses débuts, il remporte la médaille d'or des jeux méditerranéens puis participe au championnat d'Europe 1993. Lors de cette compétition, les Italiens se font éliminer lors du deuxième tour avec un bilan final de deux victoires pour quatre défaites. Deux ans plus tard, l'Italie est éliminée en quart de finale par la Croatie, puis termine finalement cinquième de la compétition grâce à deux victoires en matchs de classement face à la Russie puis l'Espagne. Lors de sa troisième participation au championnat d'Europe, Messina conduit son équipe en finale de l'édition de 1997 : L'Italie élimine la Turquie puis la Russie avant d'affronter la Yougoslavie. Celle-ci, dirigée par Željko Obradović, conserve son titre en l'emportant 61 à 49.

### Virtus, le retour
Messina reprend la direction d'un club lors de la saison suivante. Messina peut compter sur le retour de Predrag Danilović après une expérience NBA et les arrivées de Radoslav Nesterović et d'Antoine Rigaudeau, Hugo Sconochini. La Virtus domine la phase régulière du championnat italien avec un bilan de 23 victoires pour 3 défaites. En Europe, la Virtus est opposée en quart de finale de l'Euroligue à l'autre club de Basket City, Fortitudo Bologne en deux manches, 64 à 52 puis 58 à 56. Lors du Final Four de Barcelone, Bologne élimine le Partizan Belgrade par 83 à 61 puis remporte la finale face au club grec de l'AEK Athènes sur le score de 58 à 44. Rigaudeau est le meilleur marqueur de la rencontre et Zoran Savić est le MVP du Final Four. Virtus remporte un second trophée lors de la saison en s'imposant dans le championnat d'Italie face au club rival du Fortitudo dans une série qui va au terme des cinq rencontres, Virtus s'imposant finalement 86 à 77 lors de cette dernière manche.
La saison suivante, la Virtus est proche de se succéder sur la scène européenne en parvenant en finale du Final Four disputé à Munich. Toutefois, après avoir de nouveau éliminé les rivaux de Bologne en demi-finale, la Virtus s'incline face au Žalgiris Kaunas sur le score de 82 à 74. En Italie, le club de Messina termine troisième de la phase régulière avec un bilan de 20 victoires pour 6 défaites, s'impose au premier tour des play-offs face à Rome mais s'incline lors du tour suivant face à Varese. Le club remporte toutefois la coupe d'Italie, 65 à 63 face à Varese.
L'équipe de Messina dispute sa troisième finale européenne consécutive lors de l'année 2000 : c'est l'AEK Athènes qui prive la Virtus d'un nouveau titre européen en remportant la coupe Saporta sur le score de 83 à 76. Trévise est le bourreau de la Virtus sur la scène italienne : le Benetton s'impose en finale de la coupe d'Italie 78 à 59 puis élimine les hommes de Messina trois à zéro en demi-finale des play-offs.
En 2000-2001, Bologne, comme la plupart des équipes provenant des grands championnats européens - Espagne, Italie et Grèce - fait partie 24 équipes qui disputent l'Euroligue 2000-2001 organisée par l'Union des ligues européennes de basket-ball (ULEB), la Fédération internationale de basket-ball amateur (FIBA) organisant pour sa part la Suproligue. Après un premier tour terminé avec une seule défaite, Bologne élimine l'Estudiantes Madrid en huitième de finale, puis Union Olimpija en quart de finale.En demi-finale, la Virtus élimine l'autre club de Bologne sur le score de trois à zéro et obtient le droit de disputer la finale. Celle-ci, disputée au meilleur des cinq manches, oppose le club italien au club espagnol de Tau Vitoria. Vitoria s'impose à Bologne lors de la première rencontre puis Bologne égalise et retrouve l'avantage du terrain en s'imposant en Espagne lors de la troisième manche sur le score de 80 à 60. Vitoria obtient le droit de disputer la manche décisive en s'imposant lors du quatrième match mais s'incline lors de l'ultime manche disputée à Bologne sur le score de 82 à 74. En Italie, La Virtus Bologne, première de la phase régulière, s'impose trois à zéro face à Roseto puis sur le même score face à Trévise pour affronter l'autre club bolonais en finale. La Virtus s'impose sur le même score de trois à zéro, 86 à 81, 77 à 71 et 83 à 79. la Virtus a également remporté la coupe d'Italie face à Pesaro sur le score de 83 à 58.
Lors de la saison 2001-2002, la Virtus remporte une nouvelle coupe d'Italie en s'imposant 79 à 77 face à Sienne. Peu après, le président Marco Madrigali annonce que Messina, dont l'équipe présente alors un bilan de 18 victoires sur 24 rencontres en championnat et vient de concéder une défaite de 33 points face à Pésaro, est libéré de ses fonctions au profit de Giordano Consolini. Toutefois, Madrigali doit revenir sur sa décision devant la pression populaire - envahissement du parquet dans le calme - après deux matchs du remplaçant et rétablir Messina dans son poste. la Virtus termine finalement la saison régulière avec un bilan de 28 victoires pour 8 défaites. Arès un quart de finale remporté trois à zéro face à Pesaro, l'équipe de Messina s'incline trois à un face à Trévise. En Europe, elle termine en tête de son groupe lors du Top 16 ce qui lui permet de rejoindre le Final Four. Lors de la demi-finale, Bologne s'impose face au Benetton Trévise sur le score de 90 à 82 mais doit s'incliner ensuite en finale face au Panathinaïkos de Obradović.

### Benetton Trévise
En 2002, il succède à Mike D'Antoni à la tête du club du Benetton Trévise. Avec ce dernier club, il commence la saison par la victoire lors de la Super Coupe d'Italie, puis en février, il remporte la coupe d'Italie face à Pallacanestro Cantù sur le score de 86 à 77. Lors de la saison d'Euroligue, trévise termine son groupe de Top 16 invaincu et se qualifie pour le Final Four de Barcelone. En demi-finale, Trévise s'impose face à un autre club italien, Montepaschi Sienne, sur le score de 65 à 62. La finale est remportée par le FC Barcelone qui l'emporte sur le score de 76 à 65. Lors de la fin de saison, Trévise, premier de la phase régulière, s'impose difficilement trois à deux face à Reggio Calabria - après avoir été mené deux à zéro - puis se qualifie pour la finale en battant Sienne par trois à un. En finale, Messina est opposé au Fortitudo Bologne, les deux équipes s'étant déjà rencontrées l'année précédente en finale. Comme en 2002, trévise remporte le titre en s'imposant trois à un, 90 à 86, défaite 73 à 67 à Bologne, 87 à 62 et 84 à 80. 
Après s'être incliné en début de saison face à Cantù sur le score de 85 à 79 en Super Coupe d'Italie, Trévise remporte la coupe d'Italie en s'imposant face 85 à 76 à Pesaro. En Euroligue, Trévise est privé de Final Four par Sienne : les deux équipes, avec un bilan de quatre victoires et deux défaites sont départagées par la différence de points. Sienne, qui domine la phase régulière, remporte le titre de champion, Trévise s'inclinant en demi-finale face au Fortitudo Bologne sur le score de trois à zéro.
Sienne et Trévise se retrouve lors de la Super Coupe d'Italie 2004, titre qui échoit au club de Sienne. En Coupe d'Italie, Trévise élimine Varèse puis Cantù et s'impose en finale face à Reggio d'Émilie 74 à 64 pour remporter la troisième coupe d'Italie consécutive. Le Benetton termine en tête de son groupe de Top 16 pour se qualifier pour les quarts de finale de l'Euroligue. Lors de ceux-ci, Trévise s'incline deux à zéro face au club espagnol du Tau Vitoria. En Italie, Trévise termine en tête de la phase régulière. Après avoir éliminé le Basket Napoli, le club de Messina s'incline en demi-finale face à Milan.

### CSKA Moscou
En 2005, il figure parmi les principaux favoris pour occuper le poste d'entraîneur du CSKA Moscou et succéder à Dušan Ivković, parti au Dynamo Moscou. Il signe peu après avec pour mission de remporter l'Euroligue, le club moscovite ayant échoué les trois dernières saisons en demi-finale de la compétition. Moscou se qualifie pour le Top 16 avec un bilan de dix victoires, quatre victoires puis termine en tête de son groupe avec bilan de cinq victoires et une défaite lors de ce deuxième tour. Opposée aux Turcs de Efes Pilsen İstanbul, l'équipe de Messina s'impose en deux manches en quart de finale et obtient une qualification pour le Top 16. En demi-finale, Moscou s'impose face à Barcelone sur le score de 84 à 75. Le CSKA met ensuite un terme à la série de deux victoires consécutives du Maccabi Tel-Aviv en s'imposant sur le score de 73 à 69,. Messina se voit décerner le titre de Alexander Gomelskiy Coach of the Year, entraîneur de l'année en Euroligue. Moscou complète sa saison par une victoire dans le championnat de Russie et en coupe de Russie. 
La saison suivante, le CSKA se pose comme l'un des principaux favoris à sa succession en terminant le premier tour avec une seule défaite puis le Top 16 invaincu. En quart de finale, Les moscovites s'imposent deux à un face au Maccabi et retrouvent pour la cinquième année consécutive le Final Four. En demi-finale de celui-ci, disputé à Athènes, ils s'imposent face au club espagnol de Unicaja Málaga. La finale oppose l'équipe de Messina au Panathinaïkos. Celle-ci, contrairement aux pronostics qui prédisaient une rencontre ultra-défensive, est finalement dominée par le jeu offensif et se termine par la victoire des Grecs qui évoluent à domicile sur le score de 93 à 91,. Moscou continue de dominer la scène russe en s'imposant en championnat et coupe de Russie.
À l’entame de la saison suivante, le CSKA s'offre le renfort de Ramūnas Šiškauskas, qui a réussi 20 points, 4 rebonds, 5 passes et deux interceptions lors de la finale 2007 de l'Euroligue sous le maillot du Panathinaïkos . Le CSKA ne concède que deux défaites lors du premier tour, puis termine premier de son groupe du top 16 - quatre victoires, deux défaites - pour se qualifier pour les quarts de finale. Messina et son équipe s'impose face aux Grecs du Olympiakós Le Pirée lors de la troisième et ultime manche sur le score de 81 à 56. Lors de la demi-finale du Final Four de Madrid, le CSKA bat le Tau Vitoria sur le score de 83 à 79 pour s’offrir sa troisième finale consécutive en Euroligue. Lors de celle-ci, Moscou s'impose face au Maccabi Tel-Aviv. Messina remporte ainsi sa quatrième victoire en Euroligue, rejoignant Božidar Maljković, Aleksandr Gomelsky, Pedro Ferrándiz au second rang du bilan des victoires pour un entraîneur, derrière Obradović qui compte alors six victoires. Il reçoit son second trophée de meilleur entraîneur européen. Comme les deux saisons précédentes, Messina remporte le championnat de Russie. Toutefois, son équipe s'incline en finale de la coupe de Russie face au BC Khimki. 
Lors de la saison 2008-2009, le CSKA est éliminé en demi-finale de la coupe de Russie. En championnat, le club de Moscou remporte son septième titre consécutif, le quatrième depuis l'arrivée de Messina. Après un premier tour terminé avec un bilan de sept victoires, trois défaites puis une première place de son groupe de Top 16, Moscou élimine le Real Madrid trois manches à une. En demi-finale, Moscou s'impose face à Barcelone sur le score de 82 à 78 pour retrouver une nouvelle fois le Panathinaïkos. Comme lors des deux précédentes oppositions entre Messina et Obradović en finale de l'Euroligue, c'est l'équipe dirigée par le Serbe qui remporte le titre européen. Moscou, mené de 20 points à la mi-temps, s'incline finalement sur le score de 73 à 71 tout en ayant eu la balle de match sur un tir à trois points de Šiškauskas.
Messina, qui avait prolongé son contrat l'année précédente, décide avec le président du CSKA de ne pas poursuivre sa carrière avec le club russe. Son bilan avec le club russe est de quatre finales d'Euroligue, dont deux victoires, quatre titres de champion et deux coupes de Russie.

### Real Madrid
En juin 2009, il signe un contrat de trois ans avec le Real Madrid, le président du Real Florentino Pérez désirant redonner à la section basket-ball son lustre passé qui en font un des clubs les plus titrés en Europe. Sous sa direction, l'effectif est totalement reconstruit avec l'arrivée de neuf joueurs : parmi ceux-ci Jorge Garbajosa, joueur qui a déjà joué sous la direction de Messina à Trévise, de retour en Espagne après un passage en NBA puis en Russie, Darjuš Lavrinovič, le meneur Pablo Prigioni et des jeunes joueurs comme Novica Veličković.
Le club espagnol termine son premier tour de l'Euroligue 2009-2010 avec un bilan de huit victoires pour deux défaites puis se qualifie à lissue du Final Four avec un bilan équilibré de trois victoires, trois défaites. Le quart de finale oppose le Real au FC Barcelone. Ce dernier, battu à domicile lors du deuxième match, remporte les deux matchs suivant à Madrid pour se qualifier pour le tour suivant sur le score de trois à un. Peu de temps avant, les deux clubs s'étaient déjà affrontés en finale de la coupe du Roi avec une nouvelle victoire de Barcelone 80 à 61. En Liga ACB, le Real, troisième de la phase régulière, s'impose au premier tour des play-offs face à Séville puis s'incline lors de la cinquième et ultime manche face au Saski Baskonia.
Messina est toutefois en butte à des problèmes d'effectifs : Rimantas Kaukėnas, mécontent de son temps de jeu, retourne dans son ancien club de Sienne. Travis Hansen, recruté également par Messina décide de changer de club pour la même raison. Novica Veličković, l'une des priorités de recrutement lors de son arrivée à Madrid est peu utilisé lors de la saison 2010-2011. En mars, Jorge Garbajosa, non utilisé par Messina, quitte le Real pour Malaga. Le Real parvient, en février, en finale de la coupe du Roi mais doit s'incliner face au FC Barcelone. En Europe, le Real se qualifie pour le Top 16 où il s'assure d'une qualification pour les quarts de finale avec cinq victoires lors des cinq premières rencontres. Mais ensuite le Real s'incline lourdement à domicile face à Sienne. à la suite de celle-ci, il annonce son départ du Real Madrid. Son bilan avec le club de Madrid est de 109 matchs disputés, toute compétition confondue, pour un bilan de 76 victoires et 33 défaites.

### NBA
Après des rumeurs en 2008 et 2009 concernant l'arrivée de Messina en NBA, celui-ci intègre officiellement l'encadrement des Lakers de Los Angeles en juillet 2011.
Il est recruté pour occuper un poste d'adjoint auprès de Mike Brown mais, même s'il est prévu qu'il assiste à l'ensemble des rencontres, il ne sera pas directement sur le banc mais derrière celui-ci.

### Retour au CSKA
En juin 2012, Messina annonce son retour au CSKA Moscou. Il se considère trop vieux pour avoir une chance de devenir entraîneur principal en NBA. En juin 2014, il quitte le CSKA et est remplacé par Dimitris Itoudis.

### De nouveau la NBA
En juillet 2014, Messina rejoint les Spurs de San Antonio, champions NBA en titre, en tant qu'entraîneur adjoint de Gregg Popovich.
Le 26 novembre 2014, il devient le premier entraîneur non-américain à diriger une équipe pour un match de saison régulière NBA lors d'une rencontre contre les Pacers de l'Indiana à la suite de l'absence ponctuelle de Gregg Popovich.

### Retour en Italie
En juin 2019, Simone Pianigiani est licencié de son poste d'entraîneur de l'Olimpia Milan après une élimination en demi-finale du championnat d'Italie. Il est remplacé par Messina, qui devient aussi directeur des opérations basket-ball du club. Le contrat est de trois ans,.

## Clubs successifs
- Entraîneur-adjoint à Udine puis Virtus Bologne
- 1989-1993 :  Virtus Bologne
- 1993-1997 :  Italie
- 1997-2002 :  Virtus Bologne
- 2002-2005 :  Benetton Trévise
- 2005-2009 :  CSKA Moscou
- 2009-2011 :  Real Madrid
- 2011-2012 :  Lakers de Los Angeles (adjoint)
- 2012-2014 :  CSKA Moscou
- 2014-2019 :  Spurs de San Antonio (adjoint)
- 2015-2017 :  Italie
- depuis 2019 :  Olimpia Milan

## Palmarès

### Équipe nationale
- Championnat d'Europe
  -  Médaillé d'argent en 1997

### Club
Compétitions internationales 
- Euroligue 1998, 2001 avec Virtus Bologne, 2006, 2008 avec CSKA Moscou
- Finaliste de l'Euroligue 1999, 2002, 2003, 2007, 2009
- Coupe Saporta 1990
- Finale de la coupe Saporta 2000

 Compétitions nationales 
- Championnat d'Italie 1993, 1998, 2001 avec Virtus Bologne
- Championnat d'Italie 2003 avec Benetton Trévise
- Coupe d'Italie 1990, 1999, 2001, 2002 avec Virtus Bologne
- Coupe d'Italie 2003, 2004, 2005 avec Benetton Trévise
- Coupe d'Italie 2021 et 2022 avec l'Olimpia Milan
- Super Coupe d'Italie 2002 avec Benetton Trévise
- Championnat de Russie 2006, 2007, 2008, 2009, 2013, 2014
- Coupe de Russie 2006, 2007